# Aiguá
Aiguá est une ville et une municipalité de l'Uruguay située dans le département de Maldonado. Sa population est de 2 676 habitants.

## Histoire
La ville a été fondée en 1892 par Margarita Muniz.

## Population
| Année | Population |
| ----- | ---------- |
| 1963  | 2 715      |
| 1975  | 2 470      |
| 1985  | 2 362      |
| 1996  | 2 567      |
| 2004  | 2 676      |

,

## Gouvernement
Le maire (alcalde) de la municipalité est Ruben Álvarez.